# Halterofilia en los Juegos Paralímpicos
La halterofilia adaptada fue incluida en los Juegos Paralímpicos de Verano desde la segunda edición que se celebró en Tokio (Japón) en 1964. El deporte dejó de formar parte del programa paralímpico a partir de la edición de Atlanta 1996.

## Ediciones
| N.º  | Año  | Sede                        | País                       |
| ---- | ---- | --------------------------- | -------------------------- |
| I    | 1964 | Tokio                       | Japón                      |
| II   | 1968 | Tel Aviv                    | Israel                     |
| III  | 1972 | Heidelberg                  | RFA                        |
| IV   | 1976 | Toronto                     | Canadá                     |
| V    | 1980 | Arnhem                      | Países Bajos               |
| VI   | 1984 | Nueva York Stoke Mandeville | Estados Unidos Reino Unido |
| VII  | 1988 | Seúl                        | Corea del Sur              |
| VIII | 1992 | Barcelona                   | España                     |

## Medallero histórico
- Resultados de 1964 a 1992.[2]

| Núm. | País                 | Oro | Plata | Bronce | Total |
| ---- | -------------------- | --- | ----- | ------ | ----- |
| 1    | Suecia (SWE)         | 11  | 6     | 1      | 18    |
| 2    | Israel (ISR)         | 9   | 2     | 3      | 14    |
| 3    | Francia (FRA)        | 8   | 18    | 9      | 35    |
| 4    | Estados Unidos (USA) | 7   | 9     | 9      | 25    |
| 5    | Polonia (POL)        | 5   | 2     | 3      | 10    |
| 6    | Reino Unido (GBR)    | 4   | 6     | 5      | 15    |
| 7    | Australia (AUS)      | 4   | 3     | 5      | 12    |
| 8    | Finlandia (FIN)      | 2   | 1     | 1      | 4     |
| 9    | Corea del Sur (KOR)  | 2   | 0     | 1      | 3     |
| 10   | Noruega (NOR)        | 1   | 1     | 0      | 2     |
| 11   | Argentina (ARG)      | 1   | 0     | 1      | 2     |
| 11   | Guatemala (GUA)      | 1   | 0     | 1      | 2     |
| 11   | Jamaica (JAM)        | 1   | 0     | 1      | 2     |
| 14   | Indonesia (INA)      | 1   | 0     | 0      | 1     |
| 14   | Sudáfrica (RSA)      | 1   | 0     | 0      | 1     |
| 16   | Suiza (SUI)          | 0   | 2     | 3      | 5     |
| 17   | Egipto (EGY)         | 0   | 2     | 0      | 2     |
| 18   | Bélgica (BEL)        | 0   | 1     | 2      | 3     |
| 18   | Malasia (MAS)        | 0   | 1     | 2      | 3     |
| 20   | México (MEX)         | 0   | 1     | 1      | 2     |
| 21   | Nueva Zelanda (NZL)  | 0   | 0     | 2      | 2     |
| 22   | Islandia (ISL)       | 0   | 0     | 1      | 1     |
| 22   | Japón (JPN)          | 0   | 0     | 1      | 1     |
| 22   | Kuwait (KUW)         | 0   | 0     | 1      | 1     |
| 22   | Luxemburgo (LUX)     | 0   | 0     | 1      | 1     |
|      | TOTAL                | 58  | 55    | 54     | 167   |